# 鈴木嘉弘
鈴木 嘉弘（すずき よしひろ）は、日本の映画プロデューサー。日本映画学校（現・日本映画大学）卒業。

## 主な作品
- ゴンドラ（宣伝・1987年）
- おいしい結婚（製作主任・1991年）
- 王手（製作担当・1991年）
- J・MOVIE・WARS TOKYO BLOOD（製作主任・1993年）
- 眠る男（製作主任・1995年）
- 東京ゴミ女（制作担当・2000年）
- サトラレ（制作担当・2001年）
- 弘兼憲史シネマ劇場 黄昏流星群 星のレストラン（制作担当・2002年）
- ドッジGO!GO!（製作担当・2002年）
- 理髪店主のかなしみ（2002年）
- 船を降りたら彼女の島（製作応援・2003年）
- ドラゴンヘッド（2003年）
- 機関車先生（2004年）
- 埋もれ木（2005年）
- 大停電の夜に（2005年）
- ハチミツとクローバー（2006年）
- キャプテントキオ（2007年）
- 死にぞこないの青（2007年）
- TV『6時間後に君は死ぬ』（2008年）
- 陰日向に咲く（2008年）
- デトロイト・メタル・シティ（2008年）
- ROOKIES 卒業（2009年）
- TV『レスキューファイアー』（2009年）
- 大奥（2010年）
- 大奥〜永遠〜［右衛門佐・綱吉篇］（2012年）
- 世界から猫が消えたなら（ラインプロデューサー・2016年）
- 亜人（プロダクション統括・2017年）
- 碁盤斬り（ラインプロデューサー・2024年）